# Aleksandr Szebunin
Aleksandr Iwanowicz Szebunin (ros. Александр Иванович Шебунин, ur. 20 marca?/1 kwietnia 1896 we wsi Wtoraja Borisowskaja w guberni archangielskiej, zm. 1975 w Moskwie) – radziecki dowódca wojskowy, generał pułkownik służb kwatermistrzowskich.

## Życiorys
VI 1915 wcielony do carskiej armii, służył w 1 Brygadzie Artylerii Grenadierów w Moskwie, po rewolucji lutowej członek komitetów żołnierskich, podczas rewolucji październikowej wraz z brygadą poparł bolszewików i brał udział w walkach rewolucyjnych w Moskwie, po czym wrócił do swojej wsi. I 1918 wybrany przewodniczącym wiejskiego komitetu wykonawczego, II 1918 wstąpił do RKP(b), a wkrótce do nowo utworzonej Armii Czerwonej. Gdy VIII 1918 Archangielsk został zajęty przez angielskich interwentów, A. Szebunin został mianowany dowódcą baterii holownika „Moguczi”, który wraz z holownikiem „Bogatyr” został ewakuowany do Północnej Dźwiny. Wkrótce brał udział w walce z Anglikami, podczas której został ranny w nogę. 20 XII 1918 został wezwany do Moskwy, wstąpił do 12 Moskiewskiego Pułku Czeki, w składzie którego IV 1919 brał udział w tłumieniu powstania eserowców w Briańsku. Od II 1919 komisarz tego pułku, V-VI 1919 brał udział w walkach z oddziałami atamana Hryhorjewa w Odessie, później walczył z armią Denikina podejmującą ofensywę na Moskwę, ranny w głowę. 1920 brał udział w tłumieniu powstania tambowskiego. Od 1921 dowódca Dywizji Pancernej, później dowódca 250 pułku 84 Dywizji Strzeleckiej 2 Moskiewskiego Korpusu Strzeleckiego, następnie na kursach Wyższej Taktyczno-Strzeleckiej Szkole Kadry Dowódczej Robotniczo-Chłopskiej Armii Czerwonej im. III Międzynarodówki „Wystrieł”, potem dowódca batalionu 95 Dywizji Strzeleckiej, od 1931 zastępca szefa 52 UNR ds. operacyjno-gospodarczych, od 1932 studiował w Akademii Wojskowej im. Frunzego w Moskwie. Od I 1934 szef działu gospodarczego Głównego Zarządu Wojsk Pancernych i Zmechanizowanych Armii Czerwonej, później główny kwatermistrz 5 Korpusu Zmechanizowanego. Od 1937 zastępca dowódcy Moskiewskiego Okręgu Wojskowego ds. zaopatrzenia, od 1938 główny kwatermistrz tego Okręgu. 16 VIII 1938 mianowany kombrigiem, a 4 VI 1940 generałem majorem służb kwatermistrzowskich. Po ataku Niemiec na ZSRR zastępca naczelnika tyłów i później kwatermistrz Frontu Południowego (brał udział w operacji barwienkowsko-łozowskiej i charkowskiej), Frontu Północno-Kaukaskiego, Południowo-Zachodniego (XII 1942 - X 1943) i 3 Frontu Ukraińskiego. Brał udział w bitwie pod Stalingradem, operacji ostrogożsko-rossoszańskiej, III bitwie o Charków, operacji donbaskiej, bitwie nad Dnieprem, operacji nikoppolsko-krzyworoskiej, operacji biereznegowato-snigiriowskiej, operacji odeskiej, operacji jassko-kiszyniowskiej, bitwie o Budapeszt, walkach podczas operacji Frühlingserwachen i operacji wiedeńskiej. Od 29 VIII 1943 generał porucznik służb kwatermistrzowskich, od 19 IV 1945 generał pułkownik służb kwatermistrzowskich. Od 1945 kwatermistrz Grupy Wojsk Radzieckich w Niemczech, od 1949 szef „Gławwojenstroja” Ministerstwa Obrony ZSRR, 1958-1964 zastępca ministra obrony ds. obsługi i rozlokowania wojsk, później konsultant w grupie konsultantów w Ministerstwie Obrony. Pochowany na Cmentarzu Nowodziewiczym.

## Odznaczenia
- Order Lenina
- Order Czerwonego Sztandaru (czterokrotnie, m.in. 27 marca 1942, 1 kwietnia 1943 i 3 listopada 1944)
- Order Kutuzowa I klasy (28 kwietnia 1945)
- Order Kutuzowa II klasy (13 września 1944)
- Order Bohdana Chmielnickiego I klasy (13 kwietnia 1945)
- Order Suworowa II klasy (19 marca 1944)
- Order Wojny Ojczyźnianej I klasy (26 października 1943)
- Order Czerwonego Sztandaru Pracy (dwukrotnie)
- Order Czerwonej Gwiazdy (31 marca 1966)
- Order „Znak Honoru” (1938)
- Medal jubileuszowy „XX lat Robotniczo-Chłopskiej Armii Czerwonej”